# Yakushima-Nationalpark
Der Yakushima-Nationalpark (jap. 屋久島国立公園, Yakushima Kokuritsu Kōen) ist ein Schutzgebiet, das in der Präfektur Kagoshima der Region Kyūshū liegt. Es umfasst Teile der zur Gruppe der Ōsumi-Inseln gehörenden Insel Yakushima, die komplette Insel Kuchinoerabu-jima und einige umliegende Meeresgebiete.
Das Schutzgebiet wurde am 16. März 1964 eingerichtet und dem Kirishima-Nationalpark zugeordnet der damit zum Kirishima-Yaku-Nationalpark wurde. Am 16. März 2012 wurde Yakushima als eigenständiger Nationalpark ausgegliedert und der Kirishima-Yaku-Nationalpark zum Kirishima-Kinkōwan-Nationalpark.
Die jährlichen Besucherzahlen standen zuletzt bei 170.000 (Stand 2013).

## Geografie
Der Nationalpark erstreckt sich auf Yakushima über 20.989 ha, was 42 % der Landfläche der Insel entspricht, sowie 3943,4 ha angrenzendem Meeresgebiet – hauptsächlich an der Westküste der Insel. Kuchinoerabu-jima gehört mit seinen 3577 ha komplett zum Nationalpark hinzuzüglich seiner Küstengewässer von 4043,5 ha. Der Nationalpark erstreckt sich somit über 24.566 ha Land und 7986,9 ha Meer.
Das Kerngebiet des Nationalparks wird vom Okudake-Gebirge gebildet. Den höchsten Punkt bildet der Miyanoura-dake mit einer Höhe von 1936 Metern. Einige der Berge werden von der Bevölkerung als heilige Orte angesehen, andere kann man besteigen. Teile des Gebietes sind durch Wanderwege erschlossen.
Die Insel gehört zur feuchten subtropischen Klimazone mit feuchten und heißen Sommern und milden Wintern. Die Niederschlagsmengen betragen je nach Standort zwischen 4000 und 8000 mm im Jahr.

## Natur und Landschaft
Im Nationalpark gibt es ausgedehnte Beständen an Sicheltannen und Rhododendren. Eine 1219 ha große Region mit den ältesten Sicheltannen, Yaku-sugi genannt, deren Alter zum Teil auf über 2000 Jahre geschätzt wird, gehört jedoch nicht zum Nationalpark, sondern wurde am 17. Mai 1975 separat als „Urtümliches Naturschutzgebiet Yakushima“ (屋久島原生自然環境保全地域) unter besonderen Schutz gestellt.
Teile des Nationalparks, sowie das Urtümliches Naturschutzgebiet Yakushima, wurden im Jahr 1993 von der UNESCO zum Weltnaturerbe (107,47 km²) erklärt.
Im Nationalpark kommt eine eigene Unterart des Japanmakaken vor (Macaca fuscata yakui). Der Strand von Nagata-hama wird von Karettschildkröten zur Eiablage aufgesucht. Auch Grüne Meeresschildkröten nutzen den Strand zur Eiablage.
Am südwestlichen Ende der Insel befindet sich der Kurio-Marinepark, der Korallenriffe mit einer entsprechend exotischen Tierwelt beherbergt. Das Landschaftsbild der Insel Kuchinoerabujima wird durch verschiedene Vulkane, aber auch dichten Waldbestand geprägt. Hier kommt als vom Aussterben bedrohte Tierart der Ryukyu-Flughund vor.
Insgesamt wurden bisher im Nationalpark 1900 Pflanzenarten, 16 Säugetierarten und 150 Vogelarten nachgewiesen. Auf Yakushima kommen insgesamt 16 Säugetier-, 167 Vogel-, 15 Reptilien- und 8 Amphibienarten vor, während auf Kuchinoerabu-jima 12 Säugetier-, 48 Vogel- und 5 Reptilienarten gezählt wurden. Auf Kuchinoerabu-jima aber nicht Yakushima kommt die Unterart Pteropus dasymallus dasymallus des Ryukyu-Flughunds vor, die auf der Roten Liste gefährdeter Säugetiere Japans als vom Aussterben bedroht eingestuft wird.

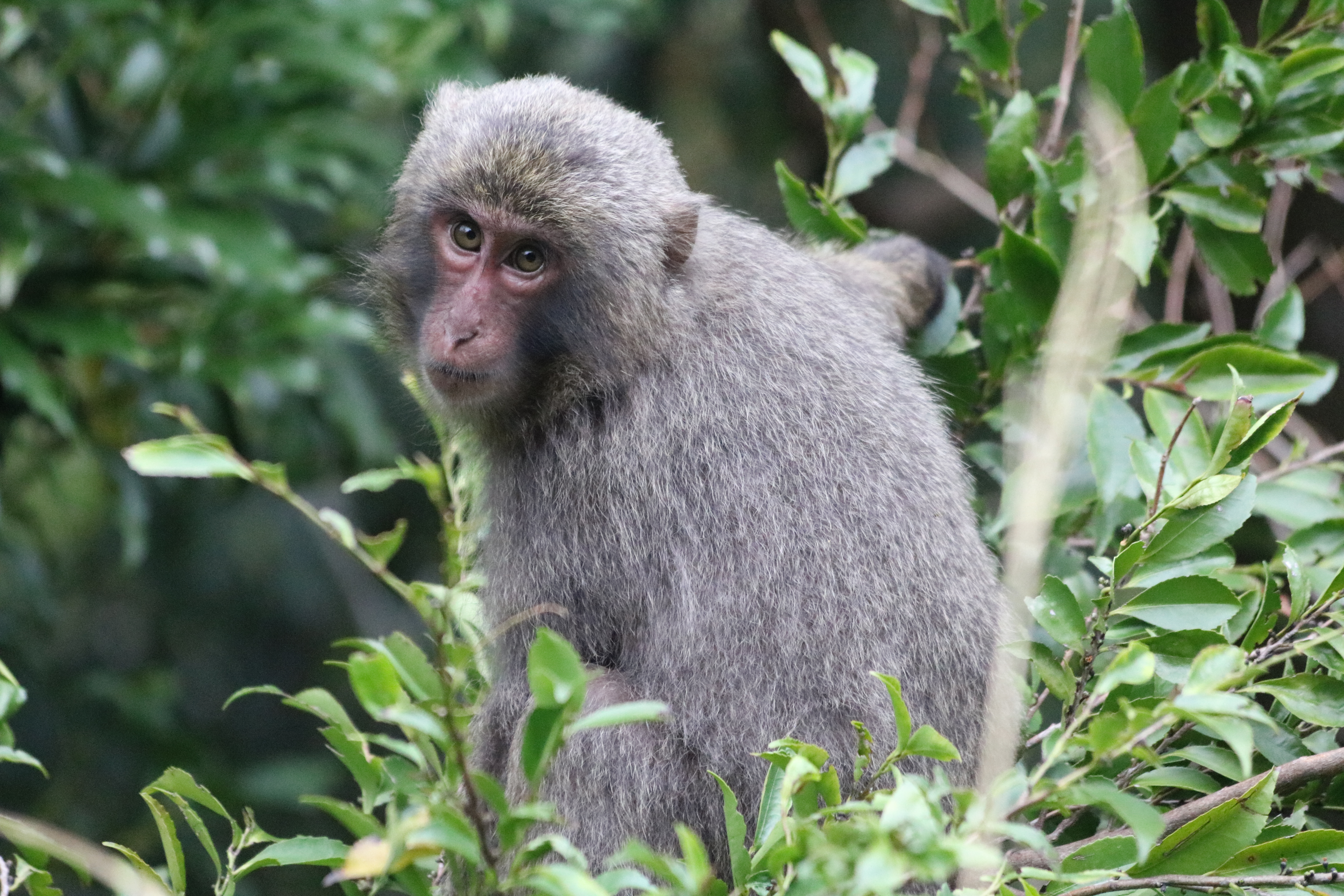
Macaca fuscata yakui
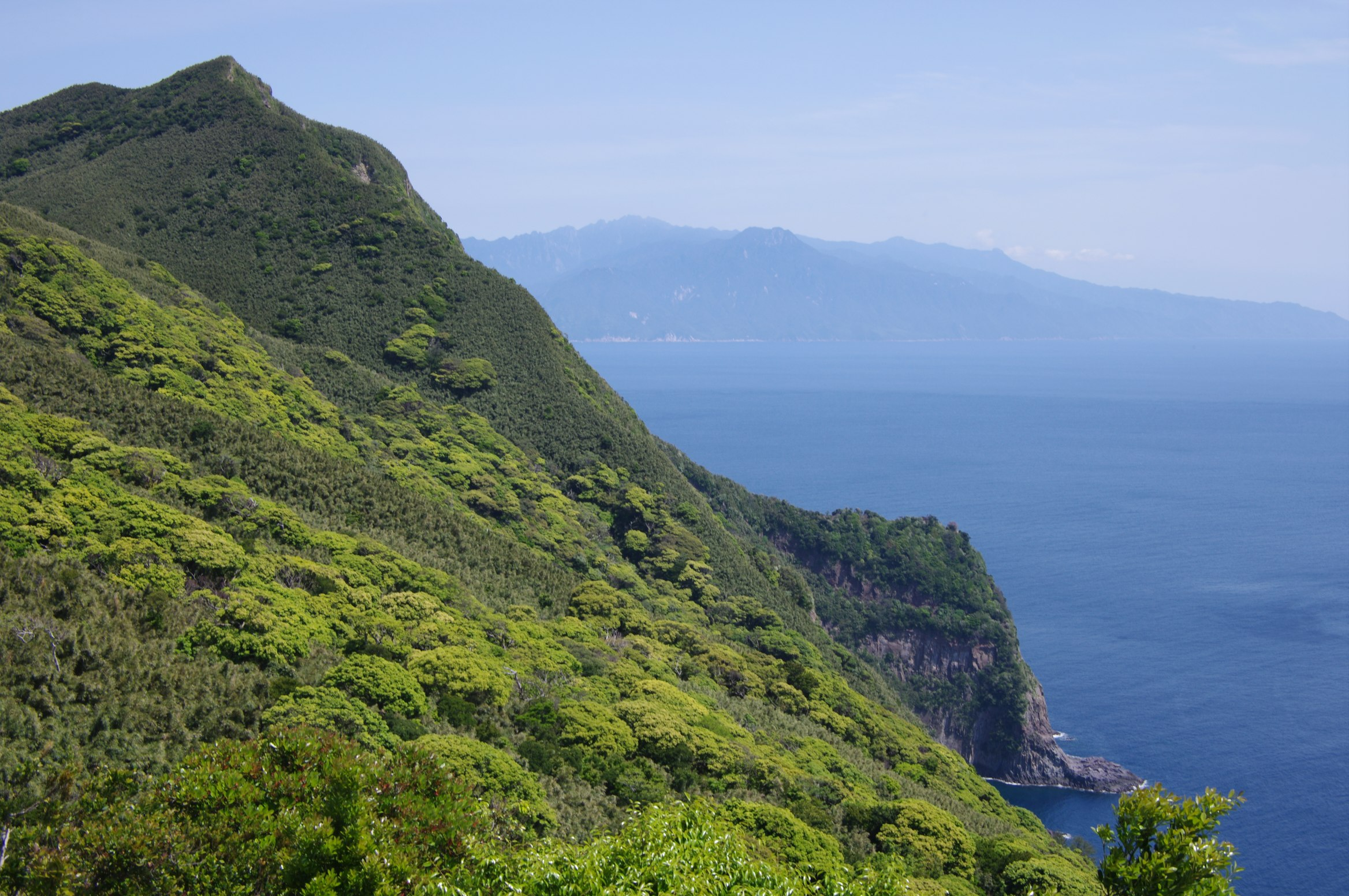
Küste auf Kuchinoerabu-jima
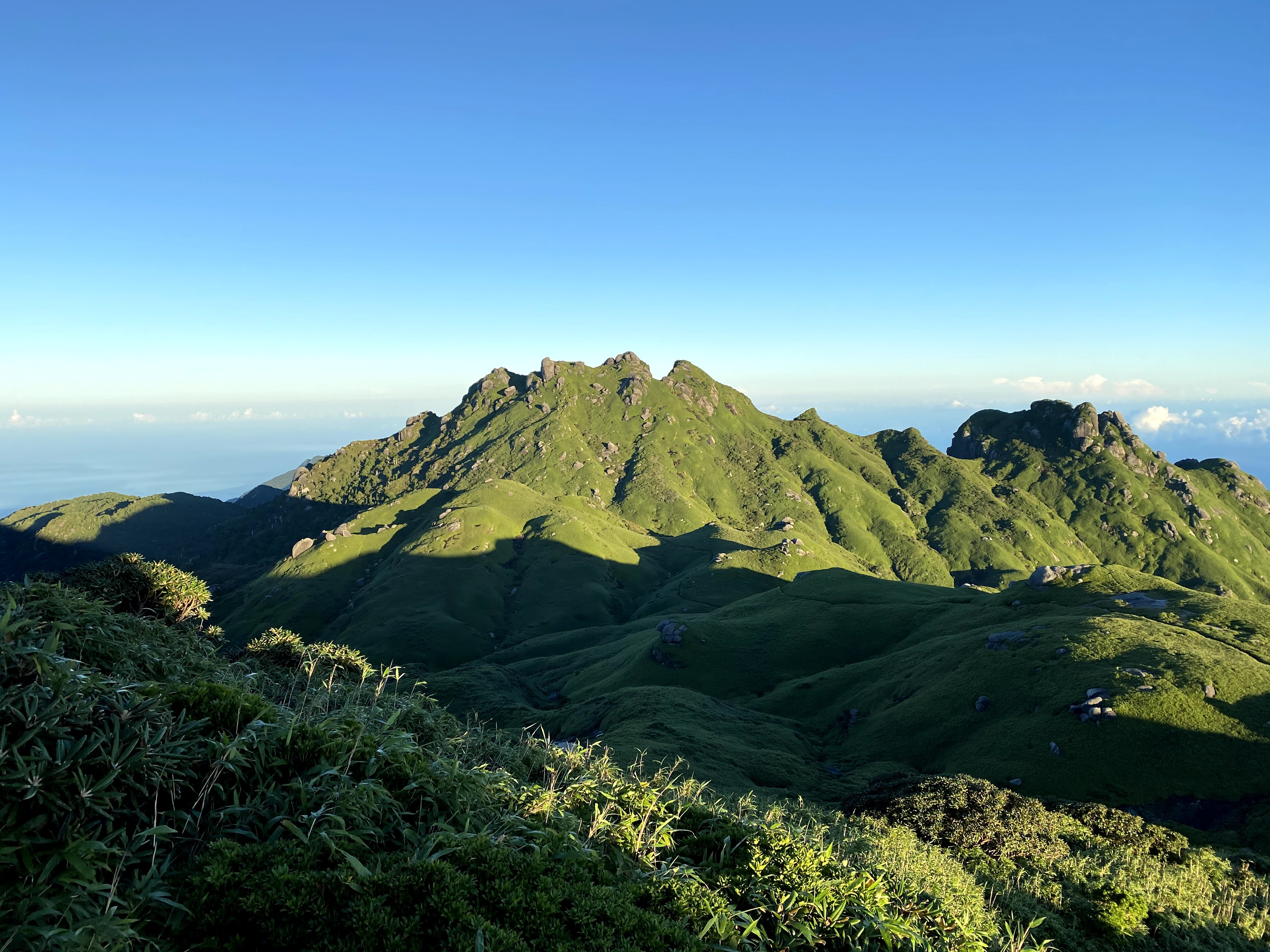
Blick auf den Nagata-dake im Zentrum Yakushimas
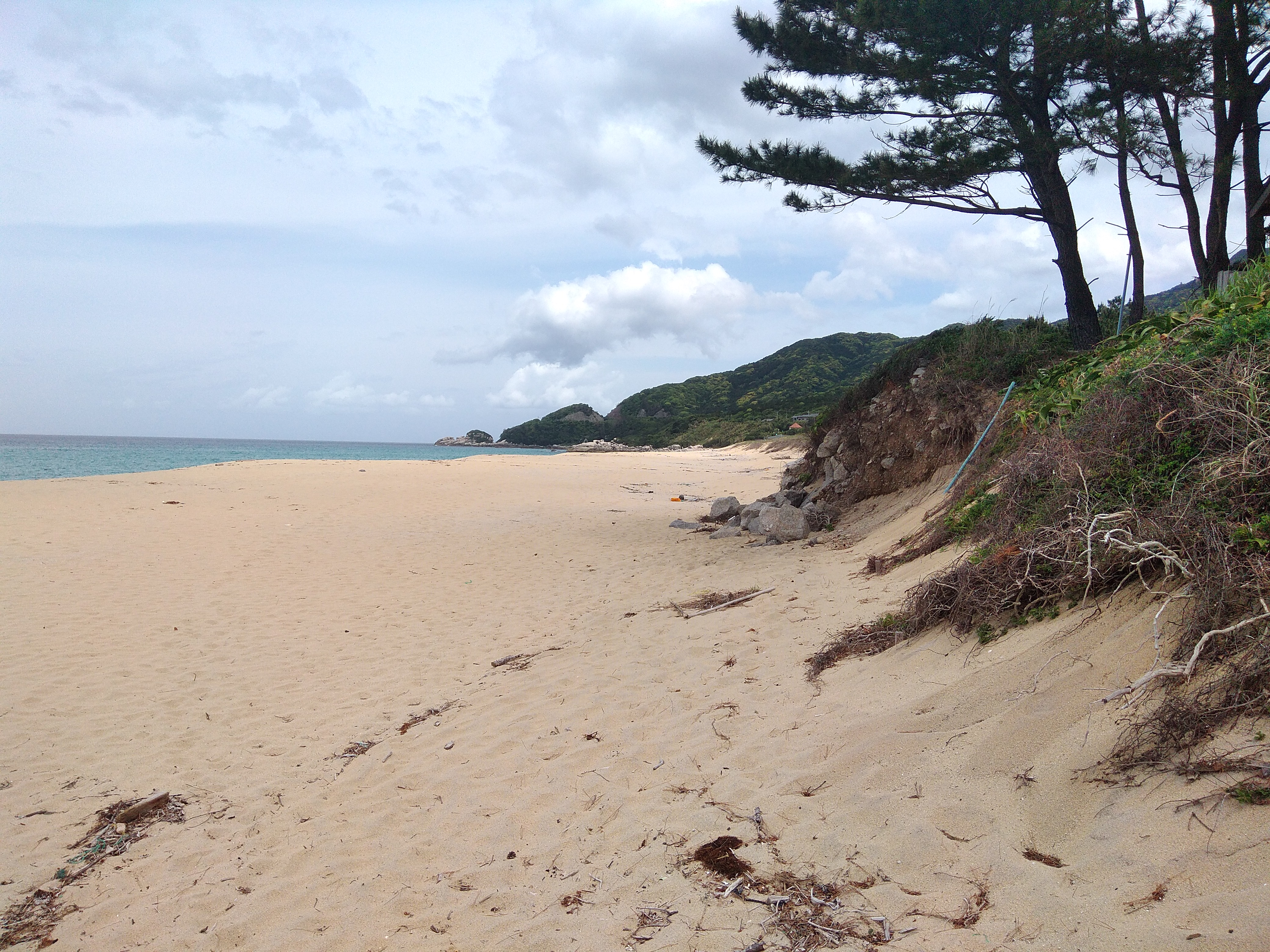
Nagata-Strand im Nordwesten Yakushimas